# Aaroniella badonneli
Aaroniella badonneli är en insektsart som först beskrevs av Danks 1950.  Aaroniella badonneli ingår i släktet Aaroniella och familjen gluggmärkestövsländor. Inga underarter finns listade i Catalogue of Life.